# 唐名
唐名（とうめい、とうみょう、からな）は、日本の律令制下の官職名や部署名を、同様の職掌を持つ中国の官称にあてはめた雅称。

## 概要
8世紀前半、大宝律令・養老律令により二官八省以下の職制が整備され、百官の職名が制定されていった前後からすでに、同様の職掌を有する唐風の職名および部署名を一種の雅称として用いることが行われていたが、唐風文化に心酔する藤原仲麻呂（恵美押勝）が政権を握ると、天平宝字2年（758年）百官名をすべて唐名で言い換えることになった（仲麻呂自らは新設した紫微中台＝皇太后宮職として紫微令を称した）。
天平宝字8年（764年）仲麻呂失脚後は旧に戻されたが、その後も官職の別名・雅称として唐風の官名が用いられることが多かった。奈良時代後半から平安時代にかけて生じた様々な令外の官についても、唐名がつけられた（蔵人頭・検非違使などの令外官を置いた嵯峨天皇も唐風文化の心酔者であった）。
これらの唐名は、本家中国歴代王朝の職制と完全に一致するわけではないため、必ずしも一対一で置換ができるものではない。そのためいくつかの職においては重複するものがあり、逆にひとつの職に対し複数の唐名があるものも少なくない。
唐名は、除目における朝廷の正式な位記等に記されることこそ無かったが、書簡・日記・漢詩など私的な文書には頻繁に用いられた。江戸時代になってからも武家官位に付随する雅称として存続し、明治維新で律令制が名実ともに終焉を迎えた後も、明治初期の太政官制に付随して引き継がれた。
明治18年（1885年）には内閣制度が発足するが、ここでも唐名の伝統は引き継がれ、内閣総理大臣を「首相」、外務大臣を「外相」などと呼んだ。また内閣制度とともに設置された枢密院議長を「枢相」、内大臣を「内府」とも呼んだ。

## 主な唐名の一覧
唐名は以下に挙げるものの他にも多数あった。なお、二官八省の官位を持つ者は卿と同様に唐名を用いた。例：中務大輔・中務少輔→中書。
| 部署名・官名         | 唐名（左右の官がある場合、原則として各々唐名の前に左右を付す） |
| -------------------- | --- |
| 天皇                 | 南面之主（なんめんししゅ）、九五之尊（きゅうごしそん）、一人（いちじん）、金輪聖王（こんりんじょうおう） |
| 皇后・中宮           | 長秋宮（ちょうしゅうぐう）、椒房（しょうぼう）、椒庭（しょうてい）、椒掖（しょうえき）、椒風（しょうふう）、芣苢（ふい）、関雎之徳（かんしょしとく）、昭陽殿（しょうようでん）、螽斯（しゅうし）、陰教（いんきょう）、内則（ないそく）、鹿苑之関（ろくおんしかん）、樛木之詠（きゅうぼくしえい）、葛覃之詠（かったんしえい） |
| 内裏                 | 九重（きゅうじゅう）、禁中（きんちゅう）、紫禁（しきん）、九禁（きゅうきん） 、鳳禁（ほうきん）、鳳闕（ほうけつ）、魏闕（ぎけつ）、龍闕（りょうけつ）、象闕（ぞうけつ）、北闕（ほっけつ）、紫闕（しけつ）、紫庭（してい）、宸居（しんきょ）、丹墀（たんち）、龍図（りょうと）、瑶図（ようと）、蘿図（らと）、金輪（こんりん）、芸閣（げいかく）、鳳凰城（ほうおうじょう）、蓬莱宮（ほうらいきゅう） 、兄日（けいじつ）、姉月（しげつ）、鳳暦（ほうれき） |
| 後宮                 | 長秋宮（ちょうしゅうぐう）、長信宮（ちょうしんぐう）、堯母門（ぎょうぼもん）、蘭殿（らんでん）、蘭省（らんしょう）、椒園（しょうえん）、椒房（しょうぼう）、宮掖（ぐうえき）、掖庭（えきてい）、後庭（こうてい） |
| 皇太子               | 東宮（とうぐう）、青宮（せいぐう）、昭陽（しょうよう）、少陽（しょうよう）、儲君（ちょくん）、鶴禁（かっきん）、前星（ぜんせい）、明両（めいりょう）、青闈（せいい）、儲闈（ちょい）、儲弐（ちょじ）、龍楼（りょうろう）、詹事（せんじ） |
| 太上天皇             | 上九之尊（じょうきゅうしそん）、仙洞（せんとう）、芝砌（しせつ）、具茨山（ぐしさん）、茨山（しさん）、姑射山（こやさん）、藐姑射山（はこやさん）、射山（しゃざん）、姑射（こや）、脱屣（だっし）、虚舟（きょしゅう）、汾陽（ふんよう）、汾水（ふんすい）、茅闕（ほうけつ）、紫府（しふ）、丹台（たんだい） |
| 皇太后               | 長楽宝（ちょうらくほう） |
| 親王                 | 大王（だいおう）、竹園（ちくえん）、蘭坂（らんはん）、蓮池（れんち）、梁園（りょうえん）、江都（こうと）、磐石（ばんじゃく）、宗枝（そうし）、天枝（てんし）、帝葉（ていよう）、藩王（はんおう）、藩邸（はんてい）、兎園（とえん）、龍岫（りょうしゅう）、淮南（わいなん）、天孫（てんそん）、瓊蘂（けいずい）、楽善（らくぜん）、延賛（えんさん） |
| 内親王               | 湘陽（しょうよう）、牀黄之華（しょうこうしか） |
| 摂政                 | 摂籙（せつろく）、家宰（かさい）、大宰（たいさい）、納麓（のうろく）、負扆（ふほ）、垂衣（すいい）、大麓（たいろく）、曲阜（きょくふ） |
| 関白                 | 惣己百官（そうきひゃっかん）、博陸（はくろく）、執柄（しっぺい）、摂籙（せつろく）、阿衡（あこう）、太閤（大閤 たいこう） |
| 摂政関白             | 執政（しっせい）、執柄（しっぺい）、摂籙（せつろく）、博陸（はくろく）、補佐（ほさ） |
| 神祇官               | 大常寺（だいじょうじ） |
| 神祇伯               | 大常伯（だいじょうはく）、大常卿（だいじょうけい）、大卜令（だいぼくれい）、祠部尚書（しぶしょうしょ） |
| 太政官               | 尚書省（しょうしょしょう）、鸞台（らんだい）、蘭省（らんしょう）、都省（としょう）、槐署（かいしょ） |
| 太政大臣             | 相国（しょうこく）、司空（しくう）、太師（たいし）、太尉（たいい）、太保（たいほ）、太傅（たいふ）、太平侯（たいへいこう）、太閤（大閤 たいこう） |
| 左大臣               | 左府（さふ）、左丞相（さじょうしょう）、左僕射（さぼくや）、左太閤（さたいこう）、左相閤（さしょうこう）、左閤（さこう） |
| 右大臣               | 右府（うふ）、右丞相（うじょうしょう）、右僕射（うぼくや）、右太閤（うたいこう）、右相閤（うしょうこう）、右閤（うこう） |
| 内大臣               | 内府（だいふ、ないふ）、内丞相（ないじょうしょう） |
| 大臣一般             | 丞相（じょうしょう）、相府（しょうふ）、僕射（ぼくや）、槐門（かいもん）、三槐（さんかい）、三台（さんだい）、三旌（さんせい）、蓮府（れんぷ）、蓮幕（れんばく）、黄閣（こうかく）、東閣（とうかく）、象岳（ぞうがく）、済川（さいせん）、塩梅（えんばい） |
| 准大臣               | 儀同三司（ぎとうさんし） |
| 大納言               | 亜相（あしょう、あそう）、亜塊（あかい） 、門下侍中（もんかじちゅう） |
| 中納言               | 黄門侍郎（こうもんじろう）または略して黄門（こうもん）、門下侍郎（もんかじろう） |
| 参議                 | 宰相（さいしょう）、相公（しょうこう）、諌議大夫（かんぎたいふ） |
| 少納言               | 尚書郎（しょうしょろう）、門下給事（もんかきゅうじ） |
| 侍従                 | 拾遺（しゅうい） |
| 蔵人所               | 内謁者監、黄門署 |
| 蔵人頭               | 貫主・貫首（かんず）、燕首 |
| 蔵人                 | 侍中（じちゅう）、夕郎（せきろう）、夕拝郎（せきはいろう）、仙郎（せんろう）、紺蟬（こんせん） |
| 外記                 | 史官（しかん）、門下録事（もんかろくじ）、外史（がいし）、主書（しゅしょ） |
| 大弁                 | 大丞（だいじょう） |
| 中弁                 | 中丞（ちゅうじょう） 、司郎中（しろうちゅう） |
| 少弁                 | 司郎少丞（しろうしょうじょう） |
| 大史                 | 尚書都事（しょうしょとじ）、尚書主事（しょうしゅじ）、大都事（だいとじ） |
| 中務省               | 中書省（ちゅうしょしょう）、紫微省（しびしょう）、殿中省（でんちゅうしょう） 、鳳閣（ほうかく） |
| 中務卿               | 中書令（ちゅうしょれい）、紫微令（しびれい）、殿中監（でんちゅうかん） 、門下侍中（もんかじちゅう） |
| 式部省               | 吏部省（りぶしょう）、李部（りぶ） |
| 式部卿               | 吏部尚書（りぶしょうしょ） |
| 治部省               | 礼部（れいぶ）、春官（しゅんかん） |
| 治部卿               | 礼部尚書（れいぶしょうしょ）、大常卿（だいじょうけい） |
| 民部省               | 戸部（こぶ）、地官（じかん） |
| 民部卿               | 戸部尚書（こぶしょうしょ） |
| 兵部省               | 兵部（へいぶ）、夏官（かかん） 、衛尉（えいい） |
| 兵部卿               | 兵部尚書（へいぶしょうしょ） 、夏官尚書（かかんしょうしょ）、衛尉尚書（えいいしょうしょ）、衛尉卿（えいいけい） |
| 刑部省               | 刑部（けいぶ）、秋官（しゅうかん）、大理（だいり） |
| 刑部卿               | 刑部尚書（けいぶしょうしょ）、大理卿（だいりけい） |
| 大蔵省               | 大府（だいふ）、大府寺（だいふじ）、天官（てんかん）、外官（がいかん） |
| 大蔵卿               | 大府卿（だいふけい）、蔵部尚書（ぞうぶしょうしょ） |
| 宮内省               | 工部（こうぶ）、冬官（とうかん）、司農寺（しのうじ）、殿中省（でんちゅうしょう） |
| 宮内卿               | 工部尚書（こうぶしょうしょ）、禁省尚書（きんしょうしょうしょ）、司農卿（しのうけい）、光禄卿（こうろくけい）、殿中監（でんちゅうかん）、小府監（しょうふかん） |
| 近衛府               | 羽林（うりん） 、親衛（しんえい） |
| 近衛大将             | 羽林大将軍（うりんだいしょうぐん）、親衛大将軍（しんえいだいしょうぐん）、千牛大将軍（せんぎゅうだいしょうぐん）、虎賁大将軍（こふんだいしょうぐん）、大将軍（だいしょうぐん）、幕府（ばくふ）、幕下（ばっか）、大樹（たいじゅ）、柳営（りゅうえい） |
| 近衛中（少）将       | 羽林（うりん） 、羽林将軍（うりんしょうぐん）、羽林郎将（うりんろうしょう）、親衛中郎将（しんえいちゅうろうしょう）、千牛将軍（せんぎゅうしょうぐん）、千牛郎将（せんぎゅうろうしょう）、虎賁中郎将（こふんちゅうろうしょう）、亜将（あしょう） |
| 近衛将監             | 衛長史（えいちょうし）、親衛校尉（しんえいこうい）、親衛軍長史（しんえいぐんちょうし）、参軍（さんぐん）、千牛長（せんぎゅうちょう）、録事（ろくじ） |
| 近衛将曹             | 親衛録事（しんえいろくじ）、兵曹騎当（へいそうきとう） |
| 兵衛府               | 武衛（ぶえい）、威衛（いえい）、鷹揚（おうよう） |
| 兵衛督               | 武衛大将軍（ぶえいだいしょうぐん）、威衛大将軍（いえいだいしょうぐん）、鎮軍大将軍（ちんぐんだいしょうぐん） |
| 兵衛佐               | 武衛将軍（ぶえいしょうぐん）、威衛将軍（いえいしょうぐん）、鎮軍将軍（ちんぐんしょうぐん）、鷹揚将軍（おうようしょうぐん） |
| 兵衛尉               | 武衛長史（ぶえいちょうし）、武衛校尉（ぶえいこうい）、威衛長史（いえいちょうし）、鎮軍長史（ちんぐんちょうし） |
| 兵衛志               | 武衛録事（ぶえいろくじ）、鎮軍録事（ちんぐんろくじ） |
| 衛門府               | 金吾（きんご）、監府（かんぷ）、監門（かんもん） |
| 衛門督               | 城門校尉（じょうもんこうい）、金吾大将軍（きんごだいしょうぐん）、監門衛大将軍（かんもんえいだいしょうぐん）、監門大将軍（かんもんだいしょうぐん） |
| 衛門佐               | 金吾将軍（きんごしょうぐん）、監門衛将軍（かんもんえいしょうぐん）、監門将軍（かんもんしょうぐん）、金吾次将（きんごじしょう）、監門次将（かんもんじしょう） |
| 衛門尉               | 金吾長史（きんごちょうし）、金吾少尉（きんごしょうい）、監門衛長史（かんもんえいちょうし）、録事参軍（ろくじさんぐん） |
| 衛門志               | 金吾録事（きんごろくじ）、監門録事（かんもんろくじ） |
| 大宰府               | 都督府（ととくふ）、大都督府 |
| 大宰帥               | 都督（ととく）、都督尹 |
| 大宰大弐             | 都督長史、都督大卿 |
| 大宰少弐             | 都督司馬、都督小卿 |
| 大宰監               | 都督録事、都督郎中、参軍事 |
| 大宰典               | 都督録事、都督主簿 |
| 国司（〜守）         | 太守（たいしゅ）、刺史（しし）、二千石（にせんせき） |
| 国司（〜介）         | 長史（ちょうし）、別駕（べつが） |
| 国司（〜掾）         | 参軍事（さんぐんじ）、司馬（しば） |
| 国司（〜目）         | 主簿（しゅぼ） |
| 検非違使別当         | 大理卿（だいりけい） |
| 検非違使尉           | 廷尉（ていい） |
| 弾正台               | 霜台（そうたい） |
| 弾正尹               | 御史大夫（ぎょしたいふ） |
| 中宮大夫・皇后宮大夫 | 長秋監（ちょうしゅうかん） |
| 大膳大夫             | 光禄卿（こうろくけい） |
| 修理職               | 匠作（しょうさく） |
| 修理大夫             | 匠作大尹（しょうさくたいいん）、将作監（しょうさくかん）、 将作大匠（しょうさくたいしょう） |
| 玄蕃寮               | 鴻臚寺（こうろじ） 、崇玄署（すうげんしょ）、典客署（てんきゃくしょ） |
| 玄蕃頭               | 鴻臚卿（こうろけい） |
| 京職                 | 京兆府（けいちょうのふ）、馮翊（ひょうよく） 、扶風（ふふう） |
| 左京大夫・右京大夫   | 京兆尹（けいちょうのいん） |
| 市司                 | 市署（ししょ） |
| 市正                 | 市令（しれい） |
| 兵庫頭               | 武庫令（ぶこれい） |
| 馬頭                 | 典厩（てんきゅう） |
| 勘解由使             | 勾勘（こうかん） |

- 散位の唐名

| 位階     | 唐名（散官参照）                 |
| -------- | -------------------------------- |
| 正一位   | 文散階、（武人）武散階           |
| 従一位   | 開府儀同三司、（武人）驃騎大将軍 |
| 正二位   | 特進、上柱国、（武人）輔国大将軍 |
| 従二位   | 光禄大夫、（武人）鎮軍大将軍     |
| 正三位   | 金紫光禄大夫、（武人）冠軍大将軍 |
| 従三位   | 銀青光禄大夫、（武人）雲麾大将軍 |
| 正四位上 | 正議大夫、（武人）忠武大将軍     |
| 正四位下 | 通議大夫、（武人）壮武大将軍     |
| 従四位上 | 太中大夫、（武人）宣威大将軍     |
| 従四位下 | 中大夫、（武人）明威大将軍       |
| 正五位上 | 中散大夫、（武人）定遠将軍       |
| 正五位下 | 朝議大夫、（武人）寧遠将軍       |
| 従五位上 | 朝請大夫、（武人）游騎大将軍     |
| 従五位下 | 朝散大夫、（武人）游撃将軍       |
| 正六位上 | 朝議郎、（武人）游武校尉         |
| 正六位下 | 承議郎                           |
| 従六位上 | 奉議郎                           |
| 従六位下 | 通直郎                           |
| 正七位上 | 朝請郎                           |
| 正七位下 | 宣徳郎                           |
| 従七位上 | 朝散郎                           |
| 従七位下 | 定議郎                           |
| 正八位上 | 給事郎                           |
| 正八位下 | 徴事郎                           |
| 従八位上 | 承奉郎                           |
| 従八位下 | 承務郎                           |

## 唐名で知られる歴史的名辞
- 書名
  - 『吏部王記』（りほうおう き）… 式部卿重明親王の日記。式部卿＝吏部尚書から。
  - 『江吏部集』（ごうりほう しゅう）… 式部大輔大江維時の詩文集。式部大輔＝吏部大卿[4]から。
  - 『山槐記』（さんかい き）… 内大臣中山忠親の日記。大臣＝槐門から。
  - 『平戸記』（へいこ き）… 民部卿平経高の日記。民部卿＝戸部尚書から。
  - 『長秋記』（ちょうしゅう き）… 皇后宮権大夫源師時の日記。皇后宮大夫＝長秋監から。
  - 『金槐和歌集』（きんかい わかしゅう）…源実朝の家集。別名『鎌倉右大臣家集』、「金」は鎌倉の偏を表し、「槐」は槐門（大臣）。
  - 『太閤記』　（たいこう　き）…関白豊臣秀吉の記録。関白（及びその退任者）＝太閤から。複数の同一書名があるが、小瀬甫庵の表した「甫庵太閤記」が著名。[5]
  - 『亜相公御夜話』(あしょうこう　おんやわ）…加賀大納言前田利家の記録。『利家公御代之覚書』の別名。筆者は利家の小姓だった村井長明。大納言＝亜相から。[6]
  - 『京兆府尹記事』(けいちょうふいん　きじ）…江戸幕府歴代の遠国奉行（京都町奉行を含む）の記録。京都町奉行＝京兆府尹から。京都町奉行の長谷川宣雄及びその子長谷川宣以(平蔵、俗に言う鬼平）の記事で著名。
- 家名の通称
  - 羽林家（うりん け）… 公家の格の一つ。家職とした近衛少将・中将の官職から。
  - 京兆家（けいちょう／きょうちょう け）… 室町幕府管領を輩出した細川氏嫡流。官途の右京大夫＝京兆尹から。
  - 武衛家（ぶえい け）… 室町幕府管領を輩出した斯波氏嫡流。官途の兵衛督＝武衛から。
  - 金吾家（きんご け）… 室町幕府管領を輩出した畠山氏の事実上の嫡流。官途の衛門督＝金吾から。
- 人名の通称
  - 菅丞相（かん じょうしょう）… 右大臣菅原道真。右大臣＝右丞相から。ただし、人形浄瑠璃・歌舞伎の名作『菅原伝授手習鑑』では「かんしょうじょう」という。
  - 儀同三司（ぎどうさんし）… 1) 准大臣藤原伊周。平安時代中期に内大臣藤原伊周は右大臣藤原道長との政争に破れて太宰権帥に左遷されるが、翌年には復権した。その際に位階を旧に復すことは問題がなかったが、すでに三公（内大臣・右大臣・左大臣）には空きがなく官職を大臣に戻すことはできなかった。そこで窮余の策として伊周には大臣に准じて封戸1000戸が与えられることになったが、伊周はこの待遇を、中国の後漢時代に高級武官や外戚などに対して三司（太尉・司徒・司空）と同じ儀礼で扱われる特別待遇が与えられていたことになぞらえて、自らを儀同三司と自称した。この伊周の後は久しく准大臣の例がなかったため、この間は儀同三司といえば専ら伊周のことを指した。2) 准大臣堀川基具。それから276年を経た鎌倉時代中期になって、大臣になる家格を持ちながら長らく権大納言に留まり、若年の摂家の子弟に先を越されて消沈していた堀川基具を慰撫する手段として、准大臣が復活した。基具は伊周に倣って儀同三司を自称したばかりか、これを令外官同然と認識して文書への署名も儀同三司を使用したことから批判を受けたが、これ以後准大臣が実質的官位として定着すると儀同三司もその唐名として定着した。
  - 悪左府（あく さふ）… 左大臣藤原頼長。左大臣＝左府から。「悪」は苛烈で妥協を知らない頼長の性格を表したもの。
  - 平相国（へい しょうごく）… 太政大臣平清盛。太政大臣＝相国から。その後出家したことから入道相国（にゅうどう しょうごく）とも。
  - 典厩信繁（てんきゅう のぶしげ）… 武田信玄の弟・信繁。官途の左馬助＝典厩から。
  - 織田右府（おだ うふ）… 織田信長の生前極官が右大臣＝右府だったことから。
  - 江戸内府（えど ないふ/だいふ）… 内大臣徳川家康。秀吉最晩年期から将軍任官まで。内大臣＝内府から。「内府ちかひの条々」などが有名。
    - 右僕射源朝臣家康… 右大臣徳川家康の意。方広寺鐘銘事件で、林羅山が、「源を射る」と読み家康呪詛の意図があると難癖をつけた。

  - 金吾中納言（きんご ちゅうなごん）… 左衛門督兼中納言小早川秀秋。衛門督＝金吾から。
  - 水戸黄門（みとこうもん）… 水戸藩主・権中納言徳川光圀。権中納言＝黄門から。
  - 毛利宰相（もうり さいしょう）… 参議毛利秀元。参議＝宰相から。「宰相殿の空弁当」の故事で有名。
  - 甲府宰相（こうふ さいしょう）… 参議徳川綱重・徳川家宣(初名・綱豊）のこと。参議＝宰相から。参議＝宰相は他にも姫路宰相・池田輝政など甚だ例が多いが、歌舞伎の元禄忠臣蔵「御浜御殿綱豊卿の場」で著名なこの人物のみを代表として記す。
  - 本多中書（ほんだ ちゅうしょ）… 中務大輔本多忠勝。中務省＝中書省から。『本多中書家訓・御遺書』『本多中書聞書』など。
  - 脇坂中書（わきさか ちゅうしょ）… 中務少輔・脇坂安治。中務省＝中書省から。彼の屋敷があった伏見の一画は今日も伏見区中書島の地名にその名を残す。